# سي بي مورسيا
سي بي مورسيا (بالإنجليزية: CB Murcia)‏ هو فريق كرة سلة إسباني تأسس في 1985 يقع في مرسية. يلعب في ليغا أيه سي بي.

## وصلات خارجية
- الموقع الإلكتروني